# Mariä Himmelfahrt (Geisenhausen-Feldkirchen)

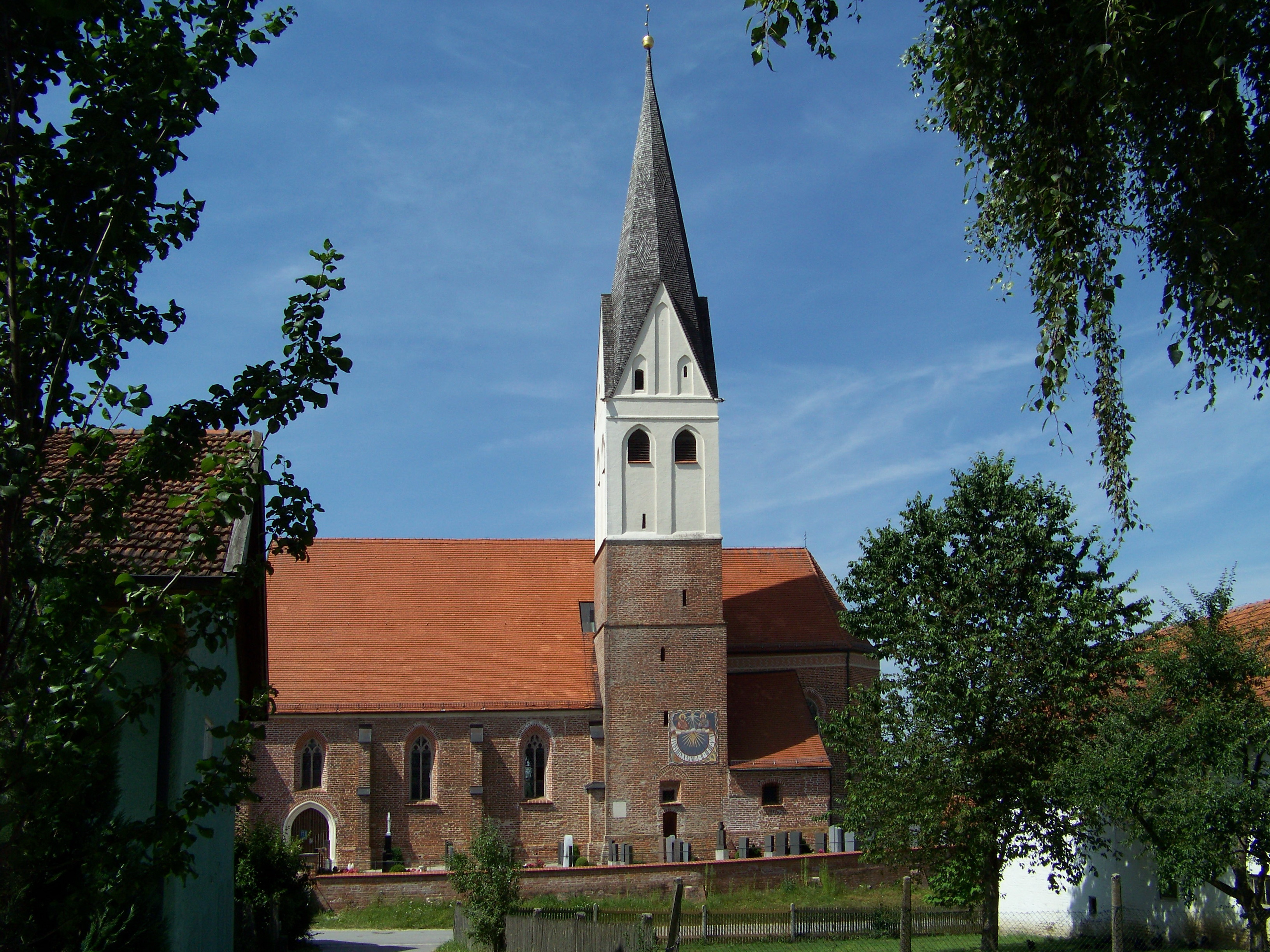
Mariä Himmelfahrt in Feldkirchen

Die römisch-katholische  Kirche Mariä Himmelfahrt steht in Feldkirchen, einem Gemeindeteil des Marktes Geisenhausen im niederbayerischen Landkreis Landshut. Sie ist in der Liste der Baudenkmäler in Geisenhausen als Baudenkmal unter der Nummer D-2-74-134-24 eingetragen. Die Kirche ist eine Filialkirche der Pfarrei St. Martin (Geisenhausen). Diese bildet mit der Pfarrei St. Valentin (Holzhausen) und der Kuratie St. Margaretha (Diemannskirchen) den katholischen Pfarrverband Geisenhausen im Erzbistum München und Freising.

## Beschreibung

### Gebäude
Die spätgotische Staffelhalle aus Backsteinen wurde in der zweiten Hälfte des 15. Jahrhunderts errichtet. Ihr Mittelschiff zu vier Jochen und der eingezogene, dreiseitig geschlossene Chor zu zwei Jochen im Osten sind die ältesten Bauteile. Das südliche, von Strebepfeilern gestützte Seitenschiff wurde unmittelbar anschließend erbaut. Der Kirchturm, in dem drei Glocken hängen, steht in der Südostecke von Seitenschiff und Chor. Die Sakristei befindet sich an der Südwand des Chors. 1883/84 wurden das nördliche Seitenschiff angefügt und der Kirchturm mit einem spitzen Helm bedeckt.

### Orgel
Die Orgel mit 9 Registern auf einem Manual und Pedal wurde von Alois Wölfl, Unterflossing um 1950 umgebaut. Das  ursprüngliche Instrument war 1897 von Franz Borgias Maerz  neu gebaut worden. Beim Umbau wurde die mechanische Spiel- und Registertraktur gegen eine pneumatische ausgetauscht.
Vorher hatten nacheinander zwei Orgeln in der Kirche gestanden: ein von Joseph Schweinacher (Landshut) 1820 gebautes Instrument mit sechs Registern auf einem Manual, das 1849 in die Wallfahrtskirche St. Theobald in Geisenhausen und 1890 nach St. Michael in Salksdorf weitergegeben wurde, wo es noch heute spielt, und ab 1849 eine Orgel mit ebenfalls sechs Registern, die Johann Ehrlich aus Landshut neu baute und die 1897 an die Mariä-Himmelfahrt-Kirche in Frauenhaarbach weitergegeben wurde.
Die Disposition der heutigen Orgel lautet:
| Manual C–f3 |    |
| Principal   | 8′ |
| Gedackt     | 8′ |
| Salicional  | 8′ |
| Octav       | 4′ |
| Rohrflöte   | 4′ |
| Hohlpfeife  | 2′ |
| Mixtur III  | 2′ |

| Pedal C–d1 |     |
| Subbaß     | 16′ |
| Octavbaß   | 8′  |

- Koppeln: M/P
- Spielhilfen: Tutti
- Bemerkungen: Kegellade, pneumatische Spiel- und Registertraktur, freistehender Spieltisch, neugotischer Prospekt

### Glocken
Die Kirche von Feldkirchen besitzt drei alte Bronzeglocken, von denen im Ersten Weltkrieg keine abgegeben werden musste. Im Zweiten Weltkrieg wurden die zwei großen Glocken von 1547 am 1. September 1942 für Kriegszwecke eingezogen. Die kleine Glocke aus dem Jahr 1683, die 1863 aus der Kirche St. Theobald hinzukommen war, blieb im Turm. Doch auch die Glocken I und II blieben erhalten; sie kamen am 8. September 1947 zurück. 
| Name       | Ton | Gewicht | Durchmesser | Jahr | Glockengießer                       |
| ---------- | --- | ------- | ----------- | ---- | ----------------------------------- |
| Glocke I   | f´  | 650 kg  | 104 cm      | 1547 | keine Angabe                        |
| Glocke II  | c´´ | 370 kg  | 86 cm       | 1547 | keine Angabe                        |
| Glocke III | h´  | 200 kg  | 69,5 cm     | 1683 | Christoph Ferdinand Huber, Landshut |

Es scheint nicht ausgeschlossen, dass die Schlagtöne von Glocke II und III, wie sie in der Quelle genannt sind, verwechselt sind.